# Joel S. Engel
Joel Stanley Engel (* 4. Februar 1936 in New York City) ist ein US-amerikanischer Ingenieur und Pionier der Mobilfunk-Technik.
Engel erhielt 1957 seinen Bachelor-Abschluss als Elektroingenieur vom City College of New York und seinen Master-Abschluss 1959 am Massachusetts Institute of Technology. Danach arbeitete er bei den Bell Telephone Laboratories (in digitaler Datenübertragung über analoge Telefonleitungen) und promovierte 1964 am Polytechnic Institute of Brooklyn. Danach wurde er zu Bellcomm abgestellt, die im Apollo-Programm Führungssysteme für Raumfahrtzeuge entwickelte (daran hatte er schon am MIT gearbeitet). 1967 war er wieder bei Bell Labs und arbeitete an frühem Mobilfunk. Seine Gruppe entwickelte die Architektur und Spezifikation des US-Standards Advanced Mobile Phone Service. 1973 bis 1975 war er in der Planungsabteilung des Mutterkonzerns der Bell Labs, ATT, und nach seiner Rückkehr zu den Bell Labs hatte er dort Aufgaben im technischen Management. 1983 wurde er Vizepräsident für Technik bei Satellite Business Systems und nach deren Fusion mit MCI 1986 Vizepräsident für Forschung und Entwicklung bei MCI Communications. 1987 ging er als Vizepräsident und Chief Technology Officer zu Ameritech, was er bis 1997 blieb. Er ist Präsident von JSE Consulting in Armonk (New York).

## Auszeichnungen
- Engel wurde 1980 IEEE Fellow und 1987 erhielt die IEEE Alexander Graham Bell Medal, zusammen mit Frenkiel und William C. Jakes.
- 1994 erhielt er die National Medal of Technology und wurde 1996 Mitglied der National Academy of Engineering.
- 2013 erhielt er zusammen mit anderen Mobilfunk-Pionieren, wie Richard H. Frenkiel, den Charles-Stark-Draper-Preis.
- 2016 wurde er von Wireless History Foundation als Pionier der drahtlosen Kommunikation ausgezeichnet und in deren Hall of Fame aufgenommen.